# 檢討 (官職)
檢討為中國古代文官官職名，在清朝之位階約為從七品。檢討職能通常為輔佐主官，為基層官員編制之一。設置於如翰林院之中央機構官署，負責類似文書校注與法規編修的工作。1910年代，清朝滅亡後，該官職廢除。